# Huaquilla
Huaquilla es una localidad peruana ubicada en el distrito de Tumbes, perteneciente a la provincia y el departamento homónimos, al norte del Perú. 

## Ubicación
Huaquilla se ubica al norte de la provincia de Tumbes, en el distrito de Tumbes, en el departamento de Tumbes.

## Demografía
En 2017 Huaquilla tenía una población de 4 habitantes.
| Gráfica de evolución demográfica de Huaquilla entre 1993 y 2017 |
|                                                                 |
| Fuentes: Población 1993 y 2017                                  |